# 미국의 앵글로-색슨 클럽
미국의 앵글로-색슨 클럽(영어: The Anglo Saxon Clubs of America)은 백인 우월주의의 정치적 단체로 1920년대에 미국에서 설립이 되었으며 미국 내 인종간결혼금지법과 북유럽 외의 다른 지역에서의 이민을 반대를 주장하며 활동을 하였다. 1922년에 음악가이며 작곡가인 존 포웰과 탐험가인 어니스트 세비어 콕스에 의해 리치먼드 (버지니아주)에서 설립되었으며, 1923년에는 4백명의 회원이 되었고 오직 백인 남성만 회원이 가능하였다.  이들은 1924년의 인종 순결법을 통과하는 데 활약하였다.  이 조직은 쿠 클럭스 클랜의 엘리트 버젼으로 묘사되었다.